# COR (groupe)
COR est un groupe allemand de punk hardcore, originaire de Rügen.

## Biographie
Le groupe est fondé sur l'île de Rügen en 2002 par l'ancien batteur de Tonnensturz et Troopers Friedemann Hinz et les anciens membres de Sumatra Johannes Hinz, Christian Jungnickel et Matthias Arndt. Depuis sa création, le groupe a donné plusieurs centaines de concerts, dont une tournée avec Tendencia à Cuba. En 2015, le documentaire Actitud Es Lo Que Cuenta - Cuba Cor Libre traite de la tournée à Cuba et des circonstances qui l'accompagnent. En termes de contenu, le groupe traite principalement de la critique sociale.

## Discographie
- 2002 : Viva la homosapiens (autoproduction)
- 2003 : Flüstern und Schreien (autoproduction)
- 2003 : Respekt (Puke Music)
- 2004 : Baltic Sea for Life (split-album avec Crushing Caspars, Puke Music)
- 2005 : Freistil, Kampfstil, Lebensstil (BADDOG Records, Puke Music)
- 2006 : Tsunami (Rügencore Records, Puke Music)
- 2007 : Prekariat (Rügencore Records)
- 2009 : Seit ich die Menschen kenne, liebe ich die Tiere! (Rügencore Records)
- 2010 : Herztier (Rügencore Records)
- 2012 : Snack Platt orrer stirb! (Rügencore Records)
- 2015 : Lieber tot als Sklave (Rügencore Records)
- 2017 : Leitkultur (Rügencore Records)
- 2020 : Friedensmüde (Rügencore Records)

## Source de la traduction
- (de) Cet article est partiellement ou en totalité issu de l’article de Wikipédia en allemand intitulé « COR (Band) » (voir la liste des auteurs).